# Ende Gelände

Logo di Ende Gelände

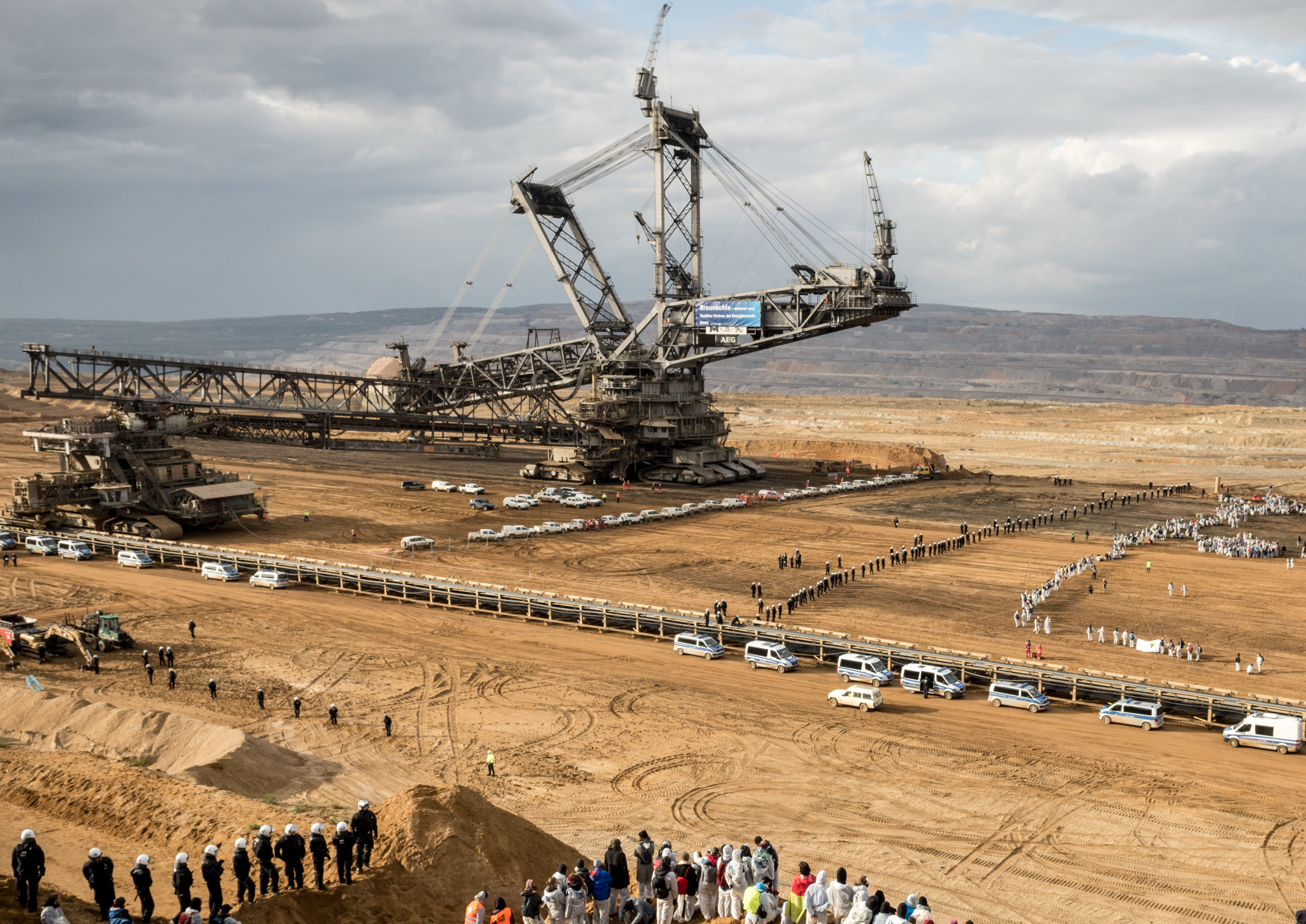
Protesta dell' Ende Gelände nel 2017 e linea di polizia, sullo sfondo una scavatrice di carbone ferma della ditta RWE

Ende Gelände (EG, detto tedesco per "qui e non oltre") è un movimento di disobbedienza civile che occupa le miniere di carbone in Germania per sensibilizzare alla giustizia climatica. Ende Gelände organizza azioni di disobbedienza civile di massa contro le miniere di carbone nella regione della Renania, Lusazia e Lipsia. Dal 2015, ha partecipato a proteste di disobbedienza civile contro l'estrazione del carbone e il fracking in Polonia, Paesi Bassi e Repubblica Ceca. Supporta il movimento di Venezia contro le grandi navi da crociera. Alle proteste annuali in Germania hanno partecipato tra i 3000 e i 7000 partecipanti. Supporta regolarmente manifestazioni antirazziste in Germania e ha ospitato una serie di proteste locali più piccole dal 2018.

## Organizzazione
Ende Gelände è stata fondata da un'ampia alleanza di gruppi anti-carbone, grandi organizzazioni ambientaliste, gruppi di sinistra e altri. Grandi organizzazioni come Fridays For Future, Greenpeace e Bund für Umwelt und Naturschutz Deutschland hanno espresso solidarietà al movimento. Si è evoluto da un'alleanza in un movimento a sé stante con l'emergere di gruppi locali indipendenti dal 2017. Nel 2021 conta 50 gruppi locali in Germania e altri nove in tutta Europa (Svezia, Paesi Bassi, Danimarca, Francia, Belgio, Svizzera, Italia, Austria, Repubblica Ceca).

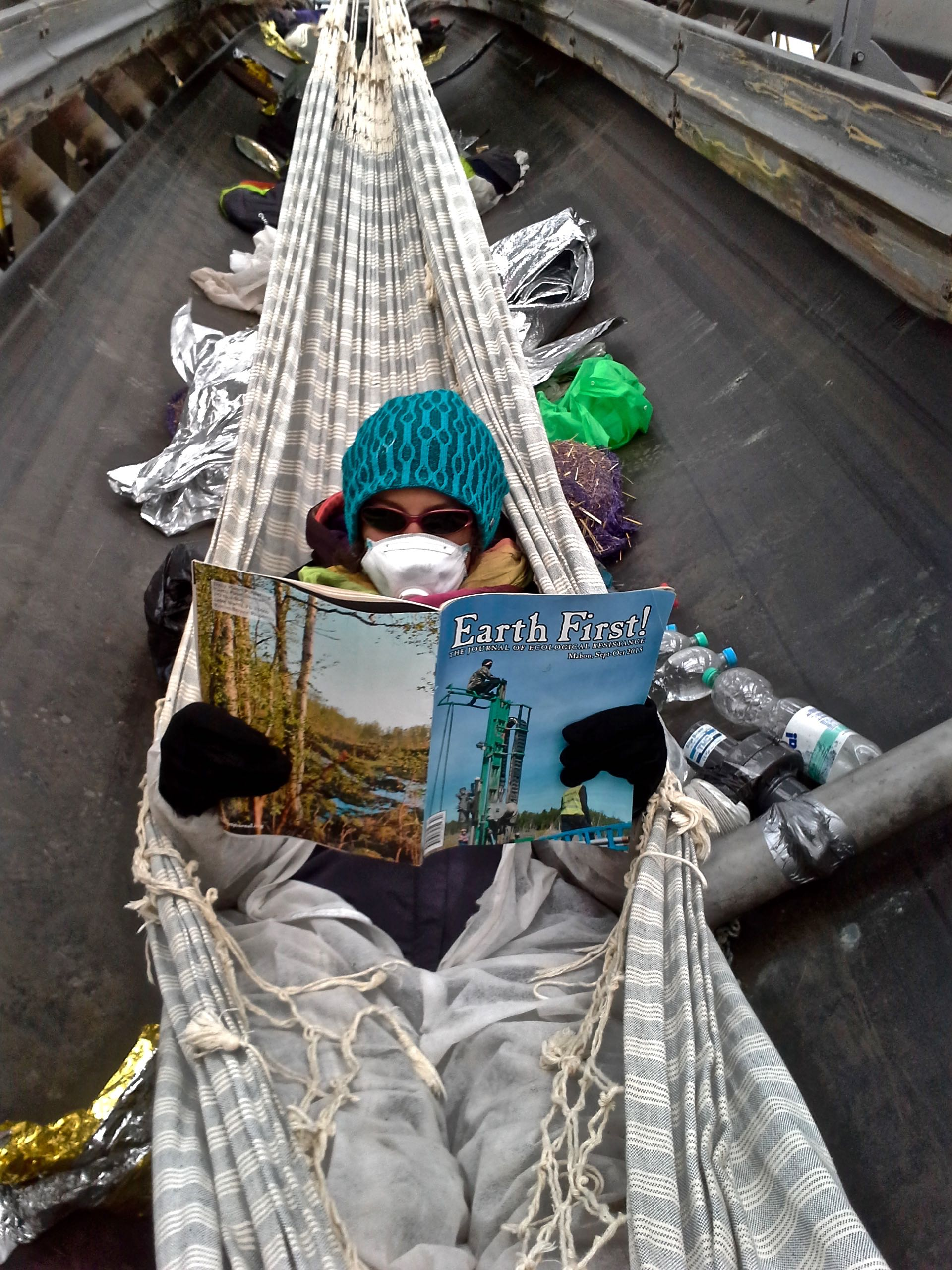
Attivista di Ende Gelände nel 2016

Il movimento ormai internazionale si riunisce circa una volta al mese in diverse città della Germania. Le discussioni avvengono sia in tedesco che in inglese. Le newsletter e le comunicazioni nei campi climatici sono per lo più tradotte in inglese o in altre lingue europee. Dispone di 19 gruppi di lavoro su temi quali l'allestimento del campo, i rapporti con la stampa, le finanze, le questioni legali, ecc.
Ende Gelände non fa parte di una ONG e non riceve finanziamenti regolari. È supportato da una vasta rete di volontari, molti dei quali organizzati in altri movimenti come il team legale che supporta tutti coloro che affrontano le conseguenze legali relative a atti di disobbedienza civile. EG non è legalmente registrata in Germania e quindi non può essere sostenuta finanziariamente dalla maggior parte delle ONG. I suoi oratori stampa usano per lo più pseudonimi, anche se alcune persone lavorano con i loro veri nomi.
Ende Gelände è uno dei più grandi gruppi ambientalisti auto-organizzati. Questa organizzazione trae vantaggio nel processo decisionale e dell'auto-organizzazione che è generalmente vista come un fattore chiave della sua resistenza.

## COVID-19
Le proteste nel 2020 sono state ritardate fino alla fine di settembre a causa della pericolosa situazione di pandemia di COVID-19. Ende Gelände ha utilizzato un sistema con elenchi decodificati per registrare i partecipanti e consentire il backtracking delle persone, assicurandosi che le autorità non potessero ottenere elenchi con nomi.

## Metodi
Ende Gelände ha bloccato le infrastrutture del carbone una o due volte l'anno con un grande evento. Le sue "forme d'azione sono blocchi apertamente annunciati di infrastrutture fossili, come carbone e gas". Basando la sua lotta su azioni di disaobbedienza civile, infrange le leggi sulla proprietà privata entrando nelle miniere di carbone e ignorando le richieste di cessazione emesse regolarmente dalle autorità. Questo avviene nella tradizione della disobbedienza civile pacifica. Nel suo "consenso all'azione" afferma "Rimarremo calmi ed equilibrati; non metteremo in pericolo le persone. Bloccheremo e occuperemo con i nostri corpi. Non è nostro obiettivo distruggere o danneggiare le infrastrutture. Non saremo frenati da ostacoli strutturali. Attraverseremo o circonderemo le barriere di sicurezza della polizia o dell'impianto. La nostra azione trasmetterà un'immagine di diversità, creatività e apertura."

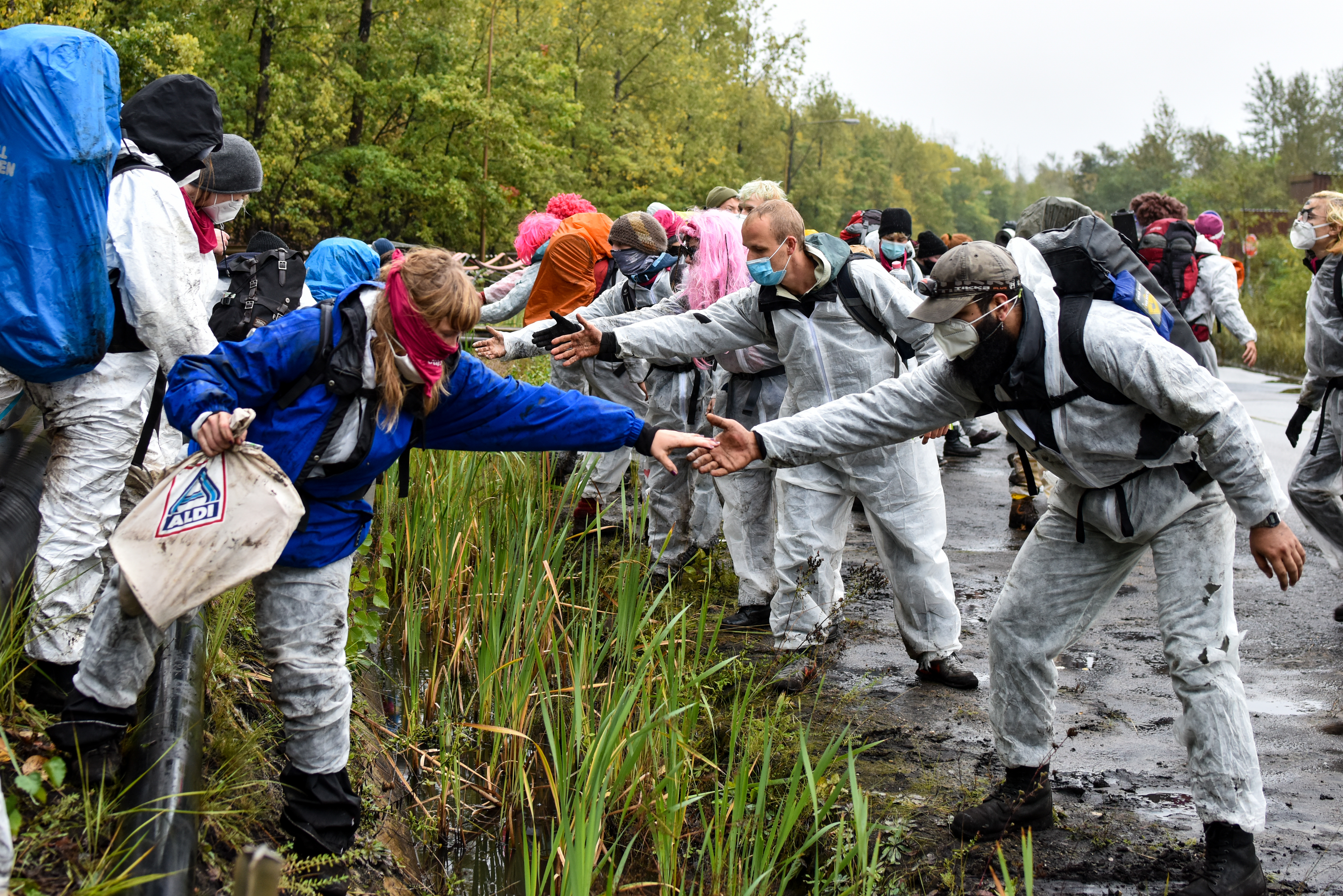
Pinker Finger (nome fittizio di un'attivista) scavalca un fosso

Le azioni di Ende Gelände si affiancano alla tradizione della disobbedienza civile nelle proteste ambientali come i primi campi climatici nel Regno Unito o il movimento antinucleare in Germania.
Gli scontri pacifici con la polizia e il "scivolare attraverso le linee di polizia" sono per lo più praticati in con gruppi di medie e piccole dimensioni da 10 a 100 persone esercitati nelle città con rami campi climatici locali e nei campi climatici prima dell'azione.

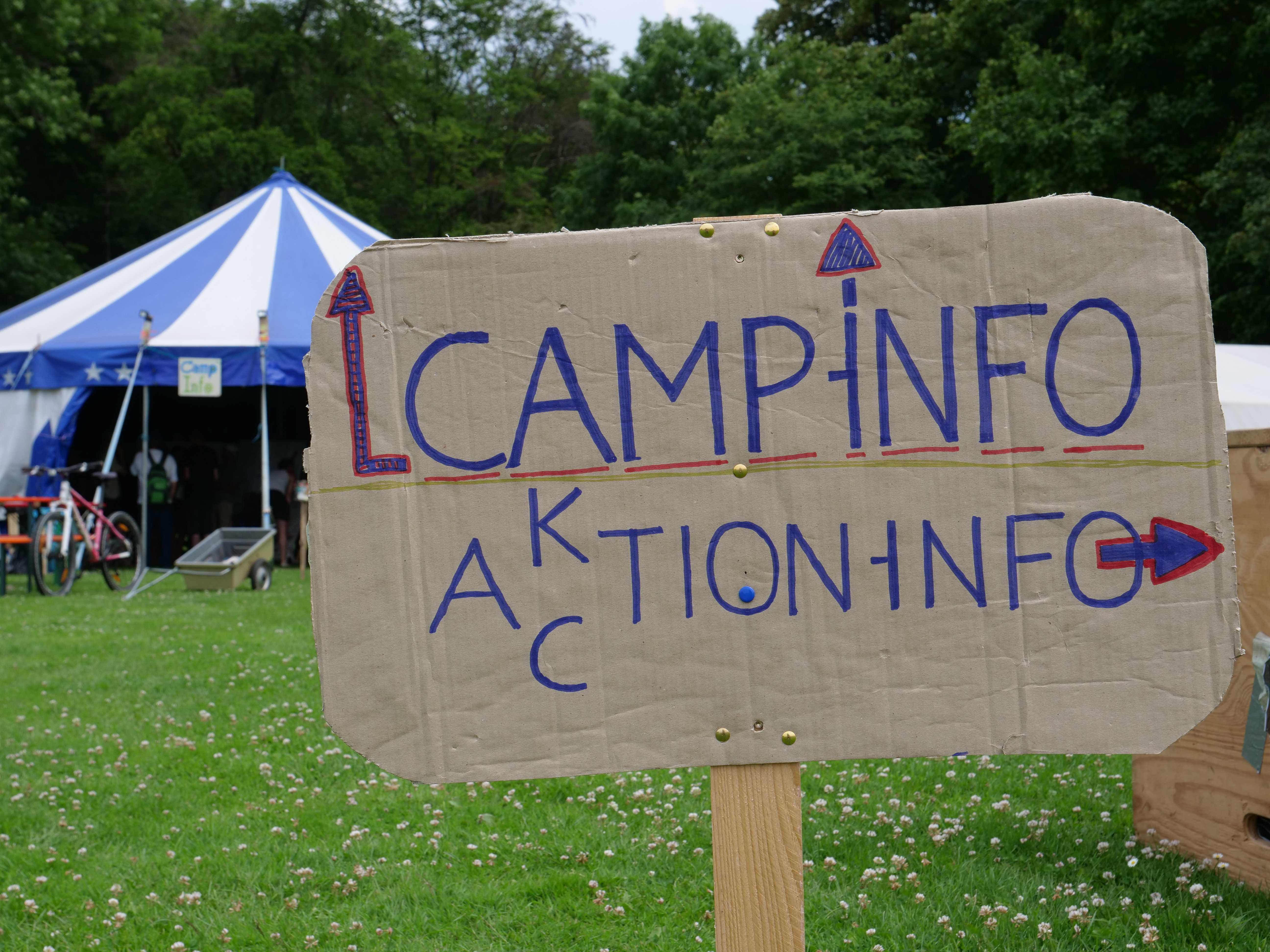
Campo di protesta di Ende Gelände, 19 giugno 2019

## Opposizione al partito di estrema destra e al razzismo
Ende Gelände ha partecipato a diversi raduni antirazzisti e raduni contro gli incontri del partito tedesco di estrema destra Alternative für Deutschland (AfD) con lo slogan "Movimento per il clima significa Antifa"
L'estrema destra AfD condanna regolarmente Ende Gelände come estremista e chiede la repressione con mezzi legali o da parte del servizio segreto nazionale "Bundesamt für Verfassungsschutz". Il servizio segreto inserisce Ende Gelände dal 2016 nella sua lista con le organizzazioni che etichetta come "estremiste", principalmente per lo slogan "cambiamento di sistema, non cambiamento climatico". Nel 2020, la filiale locale di Berlino ha intensificato l'accusa affermando che Ende Gelände avrebbe almeno accettato e tollerato la violenza contro la polizia. Non ha fornito prove per le affermazioni, tranne la partecipazione di un gruppo di sinistra, nominato interventistische Linke. Come reazione la maggior parte delle ONG ambientali, che conta 97 in totale, tra cui 350.org, Friends of the earth Germany, Oxfam e molti gruppi locali di estinzione ribellione ha firmato una lettera di solidarietà, respingendo il tentativo di "criminalizzazione" di Ende Gelände. Lo scandalo che ne è derivato ha portato a una richiesta di scioglimento del Verfassungsschutz di Berlino, sostenuta dal partito dei Verdi e della Sinistra, entrambi attualmente formando un governo in città con i socialdemocratici, che si sono opposti alla mossa.
Nove poliziotti sono stati sospesi dal dispiegamento durante un'azione Ende Gelände nel dicembre 2019 dopo aver posato per una foto contro Ende Gelände, dove si sono associati con un'organizzazione neonazista locale.

## Violenze della polizia
L'estrema destra e i rapporti della polizia pubblicano regolarmente affermazioni secondo cui Ende Gelände è violento, contrariamente alla propria concezione di sé, sebbene non siano stati segnalati episodi di violenza. Ende Gelände confuta regolarmente le accuse. Ende Gelände ha accusato la polizia nel 2017 e nel 2020 di violenza illegale contro manifestanti pacifici. Nella maggior parte di questi casi, le persone sono state ferite con cavalli, manganelli, spray al peperoncino e pugni. Nel 2020 la polizia ha ferito anche gli attivisti con i cani. Ende Gelände non ha fornito numeri, ma i rapporti indicano che decine su migliaia sono stati per lo più feriti lievemente, mentre alcuni sono rimasti gravemente feriti.

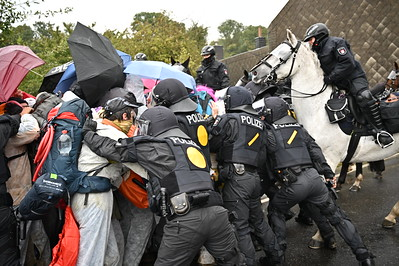
Uno dei tanti gruppi affronta la polizia a cavallo

Le posizioni di Ende Gelände contro la violenza della polizia sono state ampiamente riprese dai media nazionali e le notizie erano per lo più a favore di Ende Gelände, sebbene nessuna polizia sia stata ritenuta personalmente responsabile fino al 2020. Nel 2017 e nel 2020, i giornalisti sono stati feriti dalla polizia e dal personale di sicurezza privato di RWE. Ende Gelände ha rilasciato un comunicato stampa nel 2020 che ha elevato le accuse contro la polizia al livello di un "problema di polizia in Germania" poiché violano sistematicamente i diritti costituzionali degli attivisti.

## Obiettivi
Ende Gelände si considera parte del movimento globale per la giustizia climatica. Richiede la fine immediata della produzione di energia dal carbone e una transizione sociale ed ecologica che superi il "capitalismo dei combustibili fossili". Ende Gelände respinge la demolizione in corso di villaggi per l'ampliamento delle miniere di carbone. Ende Gelände ha sostenuto l'occupazione della Foresta di Hambach vicino a Colonia che doveva essere disboscata per l'ampliamento di una miniera di carbone. La foresta è stata finalmente salvata e Ende Gelände l'ha definita una vittoria per il movimento per la giustizia climatica.

## Eventi minori
EG ha partecipato o organizzato vari eventi minori, come protestare contro il greenwashing della compagnia ferroviaria nazionale tedesca, o contro le politiche climatiche della Cancelliera Angela Merkel.

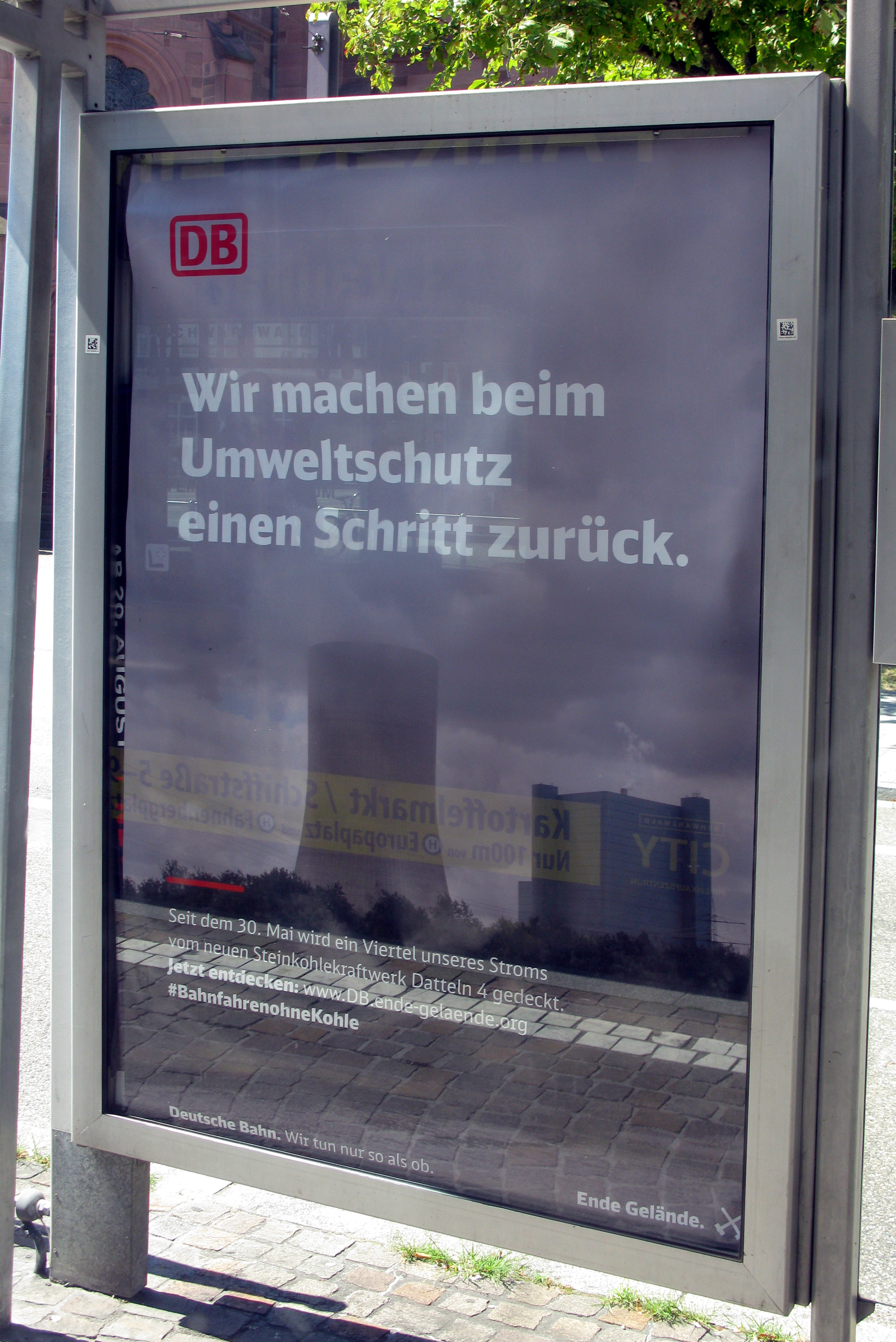
Manifesto contro la compagnia ferroviaria tedesca Deutsche Bahn a Friburgo, 2020

Gruppi locali hanno protestato con manifestazioni e atti di disobbedienza civile contro la nuova centrale elettrica Datteln 4 che brucia carbon fossile importato dalla Russia e dalla Colombia, e contro la "commissione carbone" del governo che ha emesso un piano nel 2020 per porre fine alla produzione di energia da carbone 2038 - molto più tardi di quanto richiesto dalle organizzazioni di movimento ambientalista e dalle ONG.

## Lavoratori e sindacati

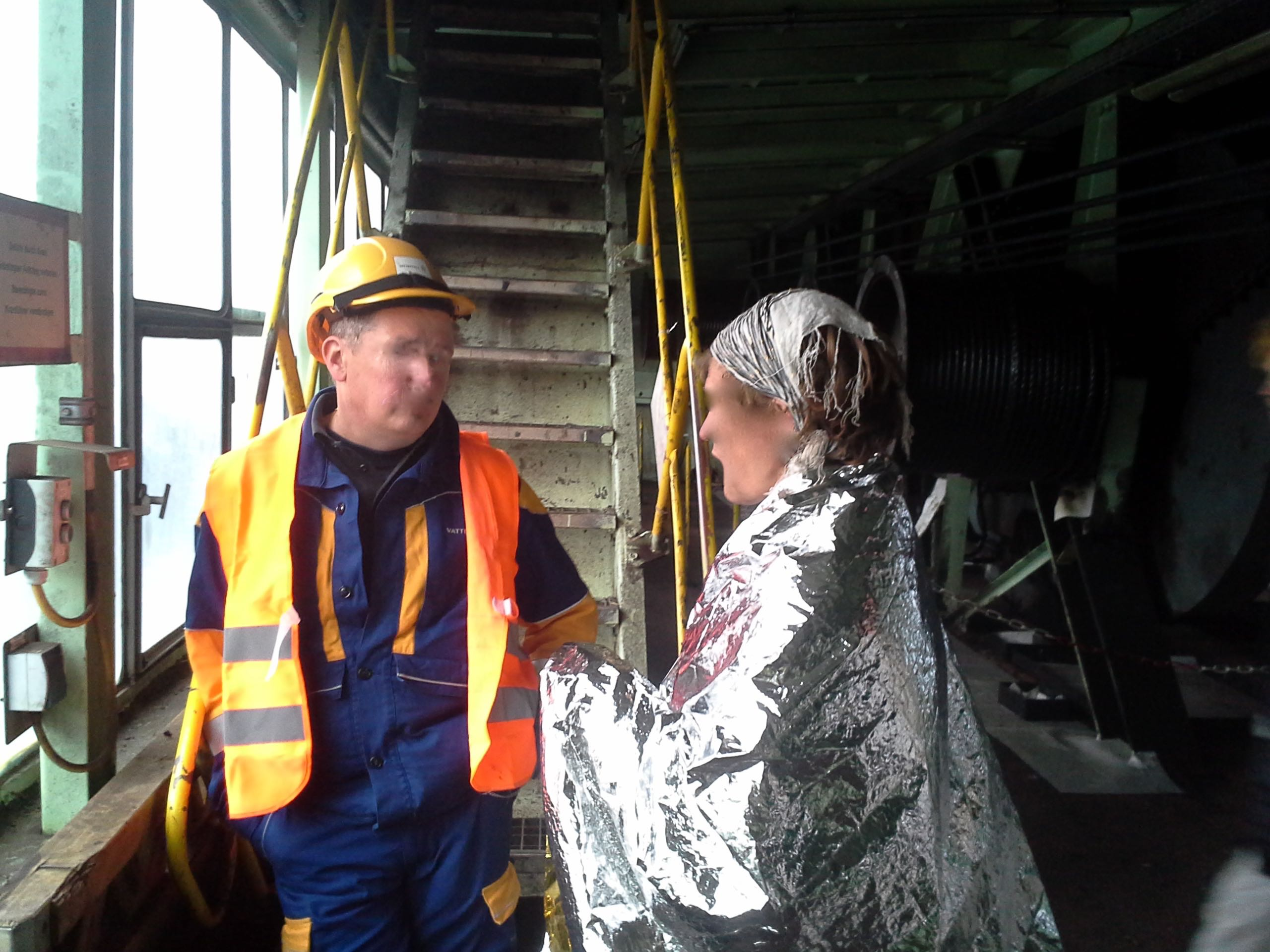
Minatore di carbone e attivista su una macchina, parlando, durante una protesta Ende Gelände 2016

Ende Gelände ha tenuto diversi colloqui di medio livello con i rappresentanti sindacali. Tra le sue richieste c'è una strategia di transizione per le regioni dipendenti dal carbone e una strategia di uscita senza licenziamenti. I restanti 30000 lavoratori del carbone in Germania sono altamente sindacalizzati. Il sindacato IGBCE respinge per lo più le richieste di transizione ed è scettico sull'accordo sul clima di Parigi e sulla politica climatica. Il secondo sindacato più grande denominato Ver.di sostiene un piano di uscita rapida del carbone dal 2016.

## Europeizzazione

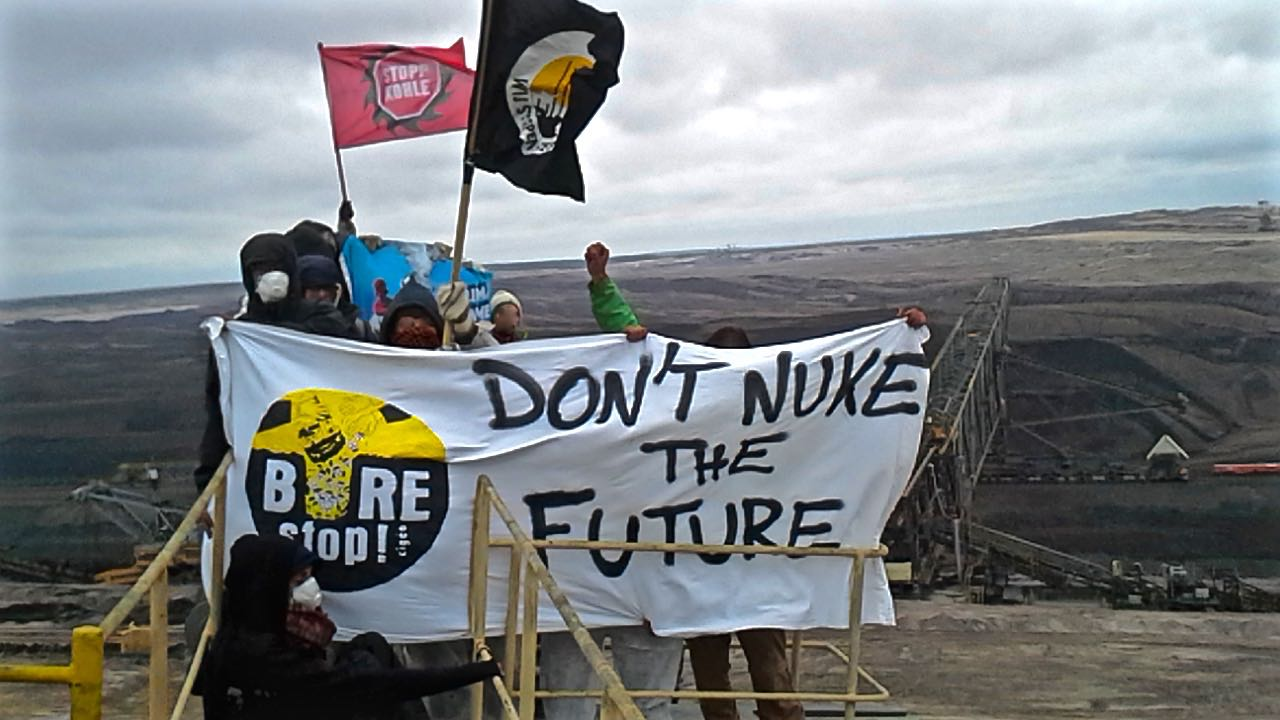
Ende Gelände 2016

Ende Gelände ha annunciato la strategia EGGE (Ende Gelaende goes Europe) nel 2018 ed è diventata sempre più internazionale. Finora esistono filiali in otto paesi dell'UE che hanno inviato attivisti in Germania per il blocco di massa di Ende Gelände. Dalla Germania gli attivisti sono stati a Venezia nelle proteste anti-nave da crociera "no grandi navi" nel 2019 e 2020, alla Repubblica Ceca nelle proteste anti-carbone "limity jizme" dal 2017, ai campi e alle proteste anti-carbone in Polonia in 2019 e 2020, nonché nella protesta anti-fracking nei Paesi Bassi nel 2018 e nel 2019. Ad eccezione dei campi climatici in Francia nel 2019 e 2020, tutti i campi climatici e le azioni di protesta hanno cercato di offrire la traduzione simultanea da parte di volontari, principalmente in inglese.

## Azioni 2015–2021
Informazioni più dettagliate sulle azioni sono disponibili qui:
- Ende Gelände 2015, occupazione della miniera di lignite a cielo aperto di Garzweiler, Germania
- Ende Gelände 2016, occupazione delle miniere di lignite a cielo aperto nella regione della Lusazia, Germania[45]
- Ende Gelände 2017, occupazione delle miniere di lignite a cielo aperto nei bacini carboniferi della Renania, Germania
- Ende Gelände 2018, occupazione della miniera di lignite a cielo aperto di Hambach, Germania
- Ende Gelände 2019, occupazioni intorno alle miniere a cielo aperto di Garzweiler e Lusatian, Germania
- Ende Gelände 2020, occupazione della miniera a cielo aperto di Garzweiler e anche di un cantiere di gasdotti, Germania, occupazione della foresta di Danneröder per impedirne la distruzione per un'autostrada.[46]